# Prelatura territoriale di Klaipėda
La prelatura territoriale di Klaipėda (in latino: Praelatura Territorialis Klaipedensis) è una sede soppressa della Chiesa cattolica in Lituania.

## Territorio
La prelatura territoriale comprendeva il territorio di Memel, ossia quella regione della Prussia orientale che dopo la prima guerra mondiale era entrata a far parte della nuova repubblica di Lituania.
Sede prelatizia era la città di Klaipėda, dove fungeva da cattedrale la chiesa della Beata Vergine Maria Regina della Pace.
Il territorio era suddiviso in 4 parrocchie.

## Storia
La prelatura territoriale di Klaipėda fu eretta il 4 aprile 1926 con la bolla Lituanorum gente di papa Pio XI, ricavandone il territorio dalla diocesi di Varmia (oggi arcidiocesi).
La prelatura fu sempre amministrata dai vescovi di Telšiai, ad eccezione del periodo della Seconda guerra mondiale, quando l'amministratore apostolico era il vescovo di Varmia.
Essa fu soppressa il 24 dicembre 1991 con la bolla Peculiares ob rerum di papa Giovanni Paolo II ed il suo territorio fu annesso alla diocesi di Telšiai.

## Cronotassi dei vescovi
- Justinas Staugaitis † (5 aprile 1926 - 1939 dimesso)
  - Maximilian Josef Johannes Kaller † (10 giugno 1939 - 7 luglio 1947 deceduto) (amministratore apostolico)
- Petras Mazelis † (20 dicembre 1949 - 21 maggio 1966 deceduto)
- Juozapas Pletkus † (8 novembre 1967 - 29 settembre 1975 deceduto)
  - Sede vacante (1975-1991)
  - Antanas Vaičius † (5 luglio 1982 - 24 dicembre 1991) (amministratore apostolico)